# John Bannister
John Bannister (Deptford, 12 de maio de 1760 – Londres, 7 de novembro de 1836), (também conhecido por 'Jack' Bannister), foi um ator e gerente de teatro britânico. A principal fonte de sua vida são suas próprias "Memórias", e como ator principal, sua carreira está bem documentada.

## Origens e estreia
John Bannister nasceu em Deptford, filho de Charles Bannister, também ator. Primeiro estudou para ser pintor, mas logo subiu ao palco. Sua primeira aparição formal foi no Haymarket Theatre, em 1778, como Dick, na farsa de Arthur Murphy, The Apprentice.
No mesmo ano, no Teatro Drury Lane, ele atuou na versão de James Miller de Mahomet, de Voltaire, como Zaphna, que ele estudara sob a orientação de David Garrick. A Palmira do elenco era a Sra. Robinson ("Perdita"). Sua reputação aumentou com a personificação de Don Whiskerando em The Critic, em 1779, e ficou bem conhecido no personagem Joseph Surface em The School for Scandal.
Bannister casou-se com Elizabeth Harper em 26 de janeiro de 1783, uma atriz e cantora talentosa. Bannister estava preocupado com a ascensão de John Philip Kemble e sua esposa o ensinou a cantar para ajudá-lo a competir. Eles tiveram quatro filhas e sua esposa retirou-se dos palcos em 1792 para se concentrar em sua família.

## Comédia
Bannister foi o melhor comediante de sua época. Esteve na primeira apresentação da burletta cômica Hero and Leander de Isaac Jackman, como Solano, ao lado de John Braham como Hymen, com o qual o Royalty Theatre de John Palmer, em Goodman's Fields, iniciou um processo de mudanças em 1787, após o teatro de comédia ter sido impedido pelo estatuto de apresentar um drama sério. Ele apareceu como Juan no primeiro sucesso musical de Stephen Storace no Teatro Drury Lane no mesmo ano, na adaptação de James Cobb de The Doctor and the Apothecary, de Dittersdorf. Liderou o elenco em 1788 como o caprichoso Sir David Dunder em Ways and Means de George Colman, o Jovem.
Bannister é mencionado várias vezes nas Memoirs de seu amigo Michael Kelly. Esteve na primeira produção de The Pirates, de Stephen Storace (texto de James Cobb), com Kelly, Charles Dignum, Sra. Crouch e Mme Storace, sob a direção de Sheridan, no King's Theatre em 20 de novembro de 1792.
Em 1797, Richard Cumberland escreveu e encenou (em 8 de maio de 1797, no Teatro Drury Lane) sua comédia The Last of the Family como um tributo para Bannister. A peça foi repetida quatro vezes. Cumberland ficara ofendido com as críticas feitasa ele em The Critic, e detestava Sheridan. Antes da produção, Kelly e Bannister foram convidados para Tunbridge Wells para ouvir a peça lida durante o jantar. Kelly adormeceu durante a leitura. Como vingança, os dois foram posteriormente tratados com uma leitura dos três primeiros atos da tragédia de cinco atos de Cumberland, Tiberius, e apenas evitaram os atos quatro e cinco fugindo de volta para Londres.
Em 1799, Bannister se juntou a Kelly para adquirir os direitos autorais em inglês de uma obra alemã de August von Kotzebue (cujo Pizarro havia fornecido uma fonte tão valiosa para Sheridan), e induziu Tom Dibdin a criar um novo libreto em torno dos incidentes dramáticos, chamado Of Age Tomorrow, para o qual Kelly então forneceu a música. Bannister apareceu nela (ao lado de Miss Decamp, a futura Sra. Charles Kemble), no personagem de Hair Dresser, e ele não poderia 'ter lidado com o pente, enrolando ferros e pó de arroz com mais habilidade'. Em novembro de 1802, ele estava novamente com Kelly, Miss Decamp, Suett e Wewitzer em A House to be Sold, de James Cobb.

## Gerente de teatro
Como gerente do Teatro Drury Lane (1802-1815), Bannister não teve menos sucesso. Em fevereiro de 1809, ele fazia parte do grupo, incluindo Michael Kelly, Richard Sheridan e William Dowton, que se encontraram com Richard Wroughton (gerente de palco) no dia seguinte ao incêndio que destruiu o teatro e, sob a exortação de Sheridan, concordaram em manter a companhia unida na medida do possível, durante sua subsequente remoção para o Liceu em Strand.
No despertar de 1814, The Inconstant, de George Farquhar, "o desempenho inimitável de Bisarre, da Sra. Jordan, e de Duretete, do Sr. John Bannister, será  com prazer lembrado por muito tempo". O mesmo ano o viu como Scrub no The Beaux's Stratagem do mesmo autor (originalmente 1707), e como Coronel Feignwell (com Dowton como Obadiah Prim) na comédia da Sra. Centlivre, A Bold Stroke For A Wife (produzida pela primeira vez em 1718). Na produção de 1815 de The Apprentice (seu papel de estreia), 'A atuação de Dick, pelo Sr. John Bannister, e sua admirável recitação do prólogo' (escrita por Garrick)' foram exemplos felizes da versatilidade cômica desse cavalheiro'.
Ele nunca desistiu de seu gosto pela pintura, e Thomas Gainsborough, George Morland e Thomas Rowlandson estavam entre seus amigos.